# Sardinia Gold Mining
La Sardinia Gold Mining fu costituita nel 2001 e nel 2008 la società ha dichiarato fallimento ed ha cessato la sua attività.

## Storia
La Sardinia Gold Mining era una Joint venture tra l'ente regionale sardo Progemisa e la società australiana Gold Mines of Sardinia. Successivamente era stata acquisita dalla società americana, quotata presso la borsa di Toronto, Buffalo Gold ltd. La società è attualmente oggetto di un'indagine finanziaria internazionale; inoltre non ha eseguito gli interventi di bonifica e risanamento ambientale previsti dal contratto, e per i quali aveva anche ricevuto finanziamenti dalla regione Sardegna. In particolare, il bacino artificiale usato per la raccolta dei fanghi e degli scarti non è ancora stato messo in sicurezza e c'è il rischio che la sua acqua possa contaminare i corsi e i bacini che servono i comuni della zona, e forse addirittura Cagliari.
Dal 2001 al 2003 aveva avuto come presidente Ugo Cappellacci, in seguito diventato presidente della Regione Sardegna dal febbraio 2009 al febbraio 2014.